# 沙尔科三联征
沙尔科三联征（英語：Charcot's triad），又称夏科氏三联征，是由急性化脓性胆管炎引起的腹痛、寒战高热、黄疸的症状。其命名来自19世纪法国神经学家让-马丹·沙尔科。
当临床表现还包括休克和中枢神经系统抑制时，称为雷诺兹五联征。